# سیارک ۱۲۹۳۵
سیارک ۱۲۹۳۵ (به انگلیسی: 12935 Zhengzhemin، نامگذاری:1999TV17) دوازده هزار و نهصد و سی و پنجمین سیارک کشف شده‌است که در ۲ اکتبر ۱۹۹۹ کشف شد.
قدر مطلق سیارک برابر ۱۴.۱ است.